# Reprezentacja Węgier na Mistrzostwach Świata w Narciarstwie Klasycznym 2011
Reprezentacja Węgier na Mistrzostwach Świata w Narciarstwie Klasycznym 2011 liczy 13 sportowców.

## Medale

### Złote medale
Brak

### Srebrne medale
Brak

### Brązowe medale
Brak

## Wyniki

### Biegi narciarskie mężczyzn
Bieg na 15 km
- Ádám Konya - odpadł w kwalifikacjach
- Károly Gombos - odpadł w kwalifikacjach
- Csaba Cseke - odpadł w kwalifikacjach
- Máté Palfy - odpadł w kwalifikacjach

Sprint
- Zoltán Tagscherer - odpadł w kwalifikacjach
- Milán Szabo - odpadł w kwalifikacjach
- Imre Tagscherer - odpadł w kwalifikacjach
- Balázs Gond - odpadł w kwalifikacjach

### Biegi narciarskie kobiet
Bieg na 10 km
- Vera Viczian - odpadła w kwalifikacjach
- Ágnes Simon - odpadła w kwalifikacjach
- Ildikó Papp - odpadła w kwalifikacjach
- Orsolya Marosffy - odpadła w kwalifikacjach

Sprint
- Viktória Zambo - odpadła w kwalifikacjach
- Ildikó Papp - odpadła w kwalifikacjach
- Vera Viczian - odpadła w kwalifikacjach
- Ágnes Simon - odpadła w kwalifikacjach